# سر عشق
سِرّ عشق یا ماهور، نام آلبوم موسیقی سنتی ایرانی است با صدای محمدرضا شجریان که در سال ۱۳۶۱ اجرا و در سال ۱۳۶۵ منتشر شد. این آلبوم در دستگاه ماهور اجرا شده‌ است.

## شرح

### هنرمندان
- خواننده: محمدرضا شجریان
- نوازندهٔ سه‌تار: پرویز مشکاتیان
- نوازندهٔ نی: محمد موسوی
- سروده‌های سعدی، باباطاهر، حافظ و مولوی.

### فهرست
آلبوم سرّ عشق شامل قطعات زیر است:
- ضربی ماهور، دو نوازی سه‌تار و نی
- تکنوازی سه‌تار
- چهار مضراب، دو نوازی سه‌تار و نی
- تکنوازی نی
- ساز و آواز، غزل سعدی با همراهی سه‌تار و نی (درآمد ماهور، گشایش، داد، فیلی، شکسته، فرود، دلکش، قرچه، رضوی، فرود)
- تکنوازی سه‌تار
- ساز و آواز، شعر باباطاهر با همراهی سه‌تار و نی (نیریز صغیر و کبیر، دوبیتی)
- ضربی ماهور، غزل حافظ
- تکنوازی سه‌تار
- ساز و آواز، شعر مولانا با همراهی سه‌تار و نی (مثنوی ماهور، شکسته، عراق، راک)
- تصنیف «عشق تو»، شعر و آهنگ از علی‌اکبر شیدا
- چهار مضراب

## اشعار

### ترانهٔ یکم:هزار جهد بکردم که سر عشق بپوشم
شعر از سعدی؛ مشخصات عروضی: بر وزن: مفاعلن فعلاتن مفاعلن فعلن؛ بحر: مجتث مثمن مخبون محذوف

(درآمد ماهور)

هزار جهد بکردم که سر عشق بپوشم
نبود بر سر آتش میسرم که نجوشم
(گشایش)

به هوش بودم از اول که دل به کس نسپارم
شمایل تو بدیدم، نه عقل ماند و نه هوشم
(شکسته)

حکایتی ز دهانت به گوش جان (من) آمد
دگر نصیحت مردم، حکایت است به گوشم
(فِیلی)

مگر تو روی بپوشی و فتنه بازنشانی
که من قرار ندارم که دیده از تو بپوشم
(شکسته فرود به دلکش)

من رمیده دل آن به که در سماع نیایم
که گر زِ پای درآیم، به در برند به دوشم
(قرچه)

بیا به صلح من امروز در کنار من امشب
که دیده خواب نکرده‌است از انتظار تو دوشم
(رضوی)

مرا به هیچ بدادی و من هنوز بر آنم
که از وجود تو مویی به عالمی نفروشم
(رضوی فرود به دلکش)

مرا مگوی که سعدی طریق عشق رها کن
سخن چه فایده گفتن، چو پند می‌ننیوشم
(فرود ماهور)

به راه بادیه رفتن، به از نشستن باطل
که گر مراد نیابم، به قدر وسع بکوشم

### ترانهٔ دوم: بود درد مو و درمونم از دوست
شعر از باباطاهر، دوبیتی ها؛ مشخصات عروضی: بر وزن: مفاعیلن مفاعیلن فعولن؛ بحر: هزج مسدس محذوف

(نیریز)

بود درد مو و درمونم از دوست
بود وصل مو و هجرونم از دوست
اگه قصابم از تن واکره پوست
جدا هرگز نگرده جونم از دوست
(بوسلیک)

خوشا آنان که سودای تو دیرن
که سر پیوسته در پای تو دیرن
به دل دیرم تمنای کسانی
که اندر دل تمنای تو دیرن
(نوعی درآمد بر ماهور)

گلی که خم بدادم پیچ و تابش
به آب دیدگونم دادم آبش
بدرگاه الهی کی روا بی
گل از مو دیگری گیره گلابش
(دو بیتی)

خداوندا مو بیزارم از این دل
شو روزان در آزارم از این دل
ز بس نالیدم از نالیدن کس
ز مو بستون که بیزارم از این دل

### ترانه سوم: در هوایت بی قرارم روز و شب
شعر از مولوی، دیوان شمس؛ مشخصات عروضی: بر رمل مسدس محذوف

(مثنوی)

در هوایت بی قرارم روز و شب
(خسروانی)
سر ز پایت بر ندارم روز و شب
(مثنوی)

روز و شب را همچو خود مجنون کنم
روز و شب را کی گذارم روز و شب
(مثنوی)

جان و دل می‌خواستی از عاشقان
جان و دل را میسپارم روز و شب
(مثنوی)

تا نیابم آنچه در مغز من است
یک زمان سر نخارم روز شب
(مثنوی و اشاره به راک)

تا که عشقت مطربی آغاز کرد
گاه چنگم گاه تارم روز و شب
( شکسته)

ای مهار عاشقان در دست تو
در میان این قطارم روز و شب
(عراق)

زان شبی که وعده دادی روز وصل
روز و شب را می‌شمارم روز و شب
(راک)

بس که کشت مهر جان تشنه‌است
ز ابر دیده اشکبارم روز و شب

### تصنیف: عشق تو
ساخته علی اکبر شیدا
عشق تو آتش جانا، عشق تو آتش جانا، زد بر دل من

بر باد غم داد آخر، بر باد غم داد آخر، آب و گل من

روی تو چون دیده دل، روی تو چون دیده دل، بهتر ز لیلی

شد بند زنجیر دام، شد بند زنجیر دام، مجنون دل من

شد بند زنجیر دام، مجنون دل من

وصل تو مشکل مشکل، وصل تو مشکل مشکل، جان دادن آسان

وصل تو مشکل مشکل، جان دادن آسان

یا رب کن آسان آسان، این مشکل من

یا رب کن آسان آسان، این مشکل من

وصل تو مشکل مشکل، جان دادن آسان

یا رب کن آسان آسان، یارب کن آسان آسان، این مشکل من

یا رب کن آسان آسان، این مشکل من

یا رب کن آسان آسان، این مشکل من